# Il caso Jane Eyre
Il caso Jane Eyre (The Eyre Affair) è un romanzo di genere fantastico del 2001, dello scrittore inglese Jasper Fforde. L'opera potrebbe in realtà essere ascritta anche al genere thriller e a quello comico. Si tratta del primo romanzo della serie di Thursday Next.
La narrazione della vicenda prosegue nel successivo romanzo dell'autore, dal titolo Persi in un buon libro.

## Trama
La storia è ambientata in un anno 1985 ucronico nel quale le regole che definiscono il confine fra realtà e fantasia sono estremamente labili. Nell'Inghilterra di questa dimensione parallela la guerra di Crimea contro l'impero russo non è ancora terminata dopo più di un secolo, e il Galles è una repubblica indipendente.
La genetica ha raggiunto uno sviluppo molto spinto, in particolare nel campo della clonazione di versioni via via modificate di specie animali, come il dodo, tipico uccello da cortile nelle abitazioni.
Nella società inglese agiscono a vari livelli dei reparti particolari, denominati OPS (Operazioni Speciali), fra i quali la Cronoguardia.
La protagonista è Thursday Next, di professione detective letteraria. Thursday ha perso il fratello Anton in Crimea, possiede un dodo di nome Pickwick, ed è una pacifista convinta. La sua mansione è la sorveglianza delle opere letterarie, che nella società descritta hanno un'importanza sociale smisurata. Continui i riferimenti al mistero della paternità delle opere di William Shakespeare, contesa fra Baconiani, Marlowiani e altre fazioni. A questo mistero l'autore darà una spiegazione di natura fantascientifica (v. citazione).
La storia inizia con il furto del romanzo Martin Chuzzlewit di Charles Dickens, e la comparsa di un diabolico criminale, Acheron Hades, che ha vari poteri, fra i quali l'invulnerabilità alle pallottole e l'invisibilità alle telecamere; egli è inoltre in grado di percepire il proprio nome anche se sussurrato a grande distanza. Acheron è l'autore del furto dell'opera, ma il suo vero obiettivo è l'eclettico Mycroft Next, inventore geniale e zio di Thursday.
Dopo un primo conflitto a fuoco per le vie di Londra, in cui Thursday perde due colleghi (fra i quali un ex fidanzato invecchiato di trent'anni per accumulo temporale accidentale e pertanto a lei irriconoscibile fino alla morte di lui), la ragazza decide di rientrare nella città natale Swindon (che è la città in cui risiede in realtà l'autore del romanzo) e farsi assegnare ad un incarico più tranquillo. In realtà l'idea del trasferimento le è stata data da una se stessa proveniente dal futuro.
Mycroft viene sequestrato da Acheron insieme alla moglie Polly, che viene trattenuta prigioniera in una da lei adorata poesia di William Wordsworth, dal titolo Vagabondavo solo come una nuvola. Nella poesia, Polly incontra l'autore medesimo, il quale con l'occasione inizia a corteggiarla sulle rive del lago in cui la rima è ambientata. Lo scopo del sequestro di Mycroft è l'utilizzo del Portale della Letteratura, un'invenzione attraverso cui è possibile entrare ed uscire dalle opere letterarie, con il contributo dei Tarli Bibliofili, animaletti in grado di trasformare qualunque oggetto in parole e poi in letteratura.
Durante il sequestro, piuttosto che lasciare Acheron in grado di nuocere alla trama del Chuzzlewit, Mycroft riesce a distruggere l'opera. Di conseguenza il criminale decide di aggredire una delle opere più amate dagli inglesi, e penetra in Jane Eyre, minacciando direttamente l'incolumità della protagonista. In questa sua azione Acheron è segretamente appoggiato da Jack Schitt, un dirigente della compagnia Goliath, che controlla l'Inghilterra ed è coinvolta nella produzione di un nuovo e devastante fucile al plasma difettoso, che intende riparare costruendo un'opera letteraria in cui esso funzioni e da cui possa quindi essere estratto e riprodotto, per poi venderlo all'esercito inglese e alimentare il prosieguo indefinito della guerra in Crimea.
Con l'aiuto del protagonista maschile di Jane Eyre, Mr. Rochester, Thursday penetra anch'ella nell'opera e riesce a sconfiggere Acheron. Così facendo produce un cambiamento irreversibile della trama del romanzo, in maniera tale da generare il finale che oggi tutti conoscono come l'unico. Questo nuovo finale piace alla collettività letteraria molto più del precedente, nonostante le critiche iniziali della Federazione Sorelle Brontë. Durante quest'intervento Schitt rimane imprigionato in una poesia di Edgar Allan Poe, intitolata Il corvo. Nel corso di un comizio, Thursday riesce inoltre a svelare in diretta televisiva i difetti del fucile al plasma e scatena un'ondata di indignazione generale che porrà fine alla guerra.
Verso la fine del romanzo il padre di Thursday, disertore latitante della Cronoguardia, il quale appare spesso nel corso della storia sospendendo il flusso del tempo e parlando con sua figlia in una scena immobilizzata, fornirà varie spiegazioni su alcuni fatti storici, lasciando intendere di essere in grado di intervenire spesso e volentieri sul corso degli eventi. Alla fine, Thursday si sposa con l'amato Landen Parke-Laine, che era il migliore amico di suo fratello sul fronte della guerra in Crimea. Questo matrimonio sembra così celebrare in modo speculare il nuovo (e vero) finale di Jane Eyre, ovvero le agognate nozze fra Jane e Rochester.

## Citazioni
-Chi li ha scritti allora? Bacon? Marlowe?
-No, è insorto un problemino. Vedi, nessuno ha mai sentito parlare di quelle opere, figuriamoci averle scritte.
Non capivo.
-Cosa vuoi dire? Non ci sono?
-Proprio così. Non esistono. Non sono mai state scritte. Né da lui, né da altri.
-Scusate- si intromise Landen, che ne aveva abbastanza -ma abbiamo visto il Riccardo III sei settimane fa.
-Certo- disse mio padre -Il tempo è scardinato alla grande. Naturalmente bisognava intervenire. Ho portato con me una copia delle opere complete e le ho date all'attore Shakespeare nel 1592 perché le distribuisse secondo uno schema preciso. Questo soddisfa la tua domanda?»

## Edizioni
- Jasper Fforde, The Eyre Affair, collana A Thursday Next Novel, Viking Press, 2001, ISBN 0-340-82576-6.
- Jasper Fforde, Il caso Jane Eyre, traduzione di Emiliano Bussolo, Daniele A. Gewurz, collana Gli Alianti n° 132, Marcos y Marcos, 2006,  p. 378, ISBN 88-7168-436-2.